# Elżbieta Góralczyk
Elżbieta Góralczyk-Kodrnja (* 8. April 1950; † 16. Januar 2008 in Wien) war eine polnische Schauspielerin und Maskenbildnerin.

## Leben
Sie ist vor allem für ihre Rolle als Anula Góralczyk in der polnischen Schwarz-Weiß-Fernsehserie Wojna domowa (1965–1966) bekannt, für die sie engagiert wurde, nachdem sie das Casting gewonnen hatte. Die Serie war erfolgreich, trotzdem erhielt Góralczyk danach keine relevanten Angebote mehr und spielte nur noch kleinere Rollen in zwei Produktionen. Sie legte die Matura ab und besuchte anschließend eine Schule für Maskenbildnerei und arbeitete mehrere Jahre beim Sender Telewizja Polska. Später zog sie nach Wien, wo sie einen Rechtsanwalt heiratete. Ärzte diagnostizierten bei ihr eine schwere Nierenerkrankung, aber sie vermied die konventionelle Medizin und die Krankheit entwickelte sich zum Krebs. Góralczyk starb im Alter von 57 Jahren und wurde auf dem Friedhof in Sievering beerdigt. Sie ist die Mutter von Dominica (* 17. April 1975), die als Sängerin unter dem Pseudonym Anik Kadinski auftritt.

## Filmografie
- 1965–1966: Wojna domowa – Anula
- 1971: Nos – Dasza, Dienstmädchen
- 1978: Życie na gorąco – Maria Globner – Sekretärin von Otto Ildmann